# Nathanaël Saintini
Nathanaël Saintini (Les Abymes, Guadalupe, 30 de mayo de 2000) es un futbolista francés. Su posición es la de defensa y su club es el F. C. Sion de la Superliga de Suiza.

## Trayectoria

### FC Sion
El 8 de enero de 2019 se da a conocer su llegada al FC Sion firmando un contrato hasta 2023.

### UT Pétange
En enero de 2021 se fue a préstamo al UT Pétange hasta final de temporada.

### FC Sion (segunda etapa)
Se reincorpora al equipo suizo para la temporada 2021-22. El 3 de julio de 2022 se anuncia su renovación de contrato con el club hasta el 2025.

## Selección nacional
El 23 de marzo de 2022 debutó con la selección absoluta de Guadalupe en un partido amistoso ante Cabo Verde arrancando como titular y completando todo el encuentro, al final su selección cayó por marcador de 0-2.

#### Partidos internacionales
| #   | Fecha               | Estadio                                             | Local     | Rtdo. | Visitante         | Competición                       | Sust. |
| --- | ------------------- | --------------------------------------------------- | --------- | ----- | ----------------- | --------------------------------- | ----- |
| 1.  | 23 de marzo de 2022 | Stade de la Source, Orleans, Francia                | Guadalupe | 0-2   | Cabo Verde        | Amistoso                          | 90'   |
| 2.  | 26 de marzo de 2022 | Stade Robert-Bobin, Juvisy-sur-Orge,Francia         | Guadalupe | 3-4   | Martinica         | Amistoso                          | 76'   |
| 3.  | 3 de junio de 2022  | Estadio René Serge Nabajoth, Guadalupe, Francia     | Guadalupe | 2-1   | Cuba              | Liga de Naciones Concacaf 2022-23 | 90'   |
| 4.  | 6 de junio de 2022  | Park Warner, Basseterre, San Cristóbal y Nieves     | Guadalupe | 0-1   | Antigua y Barbuda | Liga de Naciones Concacaf 2022-23 | 90'   |
| 5.  | 10 de junio de 2022 | Daren Sammy Cricket Ground, Gros Islet, Santa Lucía | Guadalupe | 0-1   | Barbados          | Liga de Naciones Concacaf 2022-23 | 90'   |
| 6.  | 13 de junio de 2022 | Estadio René Serge Nabajoth, Guadalupe, Francia     | Guadalupe | 2-1   | Barbados          | Liga de Naciones Concacaf 2022-23 | 90'   |
| 7.  | 24 de marzo de 2023 | Estadio René Serge Nabajoth, Guadalupe, Francia     | Guadalupe | 0-1   | Antigua y Barbuda | Liga de Naciones Concacaf 2022-23 | 90'   |
| 8.  | 26 de marzo de 2023 | Estadio Antonio Maceo, Santiago de Cuba, Cuba       | Guadalupe | 1-0   | Cuba              | Liga de Naciones Concacaf 2022-23 | 46'   |
| 9.  | 27 de junio de 2023 | BMO Field, Toronto, Canadá                          | Guadalupe | 2-2   | Canadá            | Copa Oro 2023                     | 70'   |
| 10. | 1 de julio de 2023  | Shell Energy Stadium, Houston, Estados Unidos       | Guadalupe | 1-4   | Cuba              | Copa Oro 2023                     | 58'   |
| 11. | 4 de julio de 2023  | Red Bull Arena, Harrison, Estados Unidos            | Guadalupe | 2-3   | Guatemala         | Copa Oro 2023                     | 72'   |

### Participaciones en selección nacional
| Torneo                            | Categoría | Sede           | Resultado    | Partidos | Goles |
| --------------------------------- | --------- | -------------- | ------------ | -------- | ----- |
| Liga de Naciones Concacaf 2022-23 | Absoluta  | Concacaf       | Primera fase | 6        | 0     |
| Copa Oro 2023                     | Guadalupe | Estados Unidos | Primera fase | 3        | 0     |

## Estadísticas

### Clubes
Actualizado al último partido jugado el 8 de noviembre de 2024.
| Montpellier H. S. C. II Francia | 4.ª           | 2016-17       | 1   | 0 | - | - | - | - | 1   | 0 | 0 |
| Montpellier H. S. C. II Francia | 5.ª           | 2017-18       | 3   | 0 | - | - | - | - | 3   | 0 | 0 |
| Montpellier H. S. C. II Francia | Total club    | Total club    | 4   | 0 | 0 | 0 | 0 | 0 | 4   | 0 | 0 |
| SO Cholet Francia | 3.ª           | 2018-19       | 14  | 0 | - | - | - | - | 14  | 0 | 0 |
| SO Cholet Francia | Total club    | Total club    | 14  | 0 | 0 | 0 | 0 | 0 | 14  | 0 | 0 |
| UT Pétange Luxemburgo | 1.ª           | 2020-21       | 18  | 0 | - | - | - | - | 18  | 0 | 0 |
| UT Pétange Luxemburgo | Total club    | Total club    | 18  | 0 | 0 | 0 | 0 | 0 | 18  | 0 | 0 |
| F. C. Sion · Suiza | 1.ª           | 2021-22       | 20  | 0 | 2 | 0 | - | - | 22  | 0 | 0 |
| F. C. Sion · Suiza | 1.ª           | 2022-23       | 29  | 0 | 4 | 0 | - | - | 33  | 0 | 0 |
| F. C. Sion · Suiza | Total club    | Total club    | 49  | 0 | 6 | 0 | 0 | 0 | 55  | 0 | 0 |
| F. C. Kryvbas · Ucrania | 1.ª           | 2023-24       | 8   | 0 | - | - | - | - | 8   | 0 | 0 |
| F. C. Kryvbas · Ucrania | Total club    | Total club    | 8   | 0 | 0 | 0 | 0 | 0 | 8   | 0 | 0 |
| F. C. Martigues Francia | 2.ª           | 2024-25       | 13  | 0 | - | - | - | - | 13  | 0 | 0 |
| F. C. Martigues Francia | Total club    | Total club    | 13  | 0 | 0 | 0 | 0 | 0 | 13  | 0 | 0 |
| Total carrera | Total carrera | Total carrera | 106 | 0 | 6 | 0 | 0 | 0 | 112 | 0 | 0 |
| (1) Incluye datos de Copa de Suiza. (2) Incluye datos de Liga Europa de la UEFA y Liga de Campeones de la UEFA. (3) No incluye goles en partidos amistosos. |               |               |     |   |   |   |   |   |     |   |   |